# Oton Iveković
Oton Iveković född 17 april 1869 i Klanjec, död 4 juni 1939 i Zagreb var en kroatisk konstnär.
Iveković koncentrerade sig i huvudsak på att måla historiska och en del religiösa motiv och han anses vara den främste inom denna konst i Kroatien. Många av hans målningar har förblivit nyckelsymboler för den kroatiska identiteten och dess historia.

## Galleri (urval av målningar)

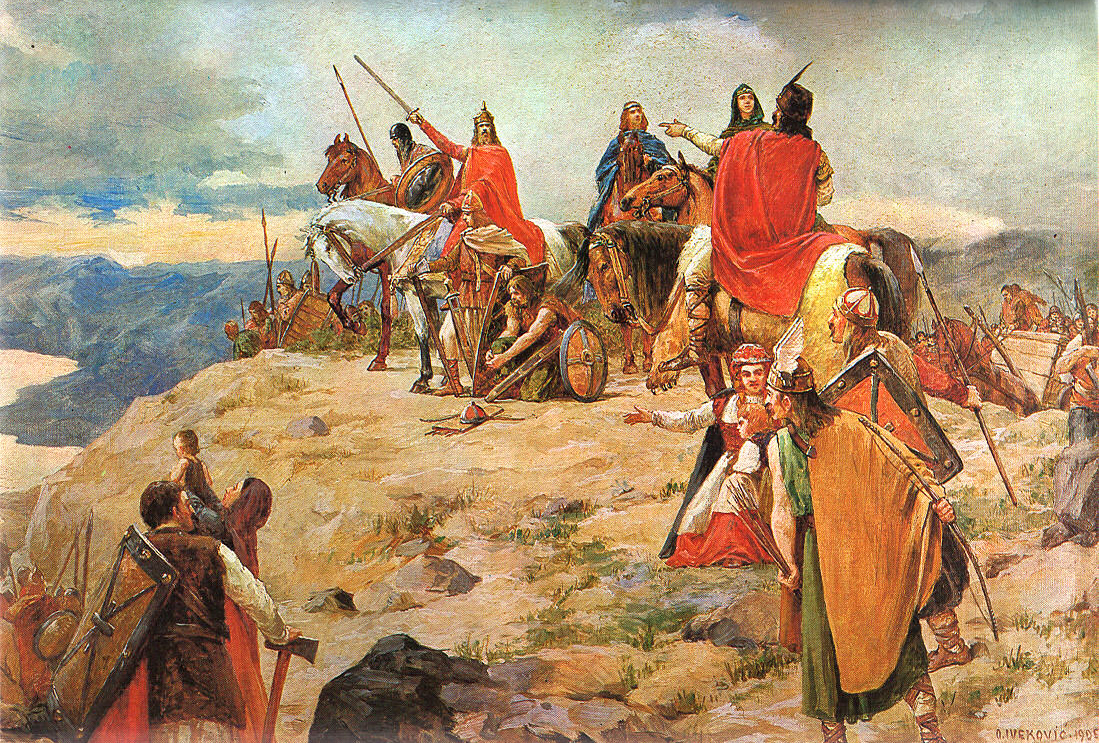
Kroaternas ankomst till Adriatiska havet
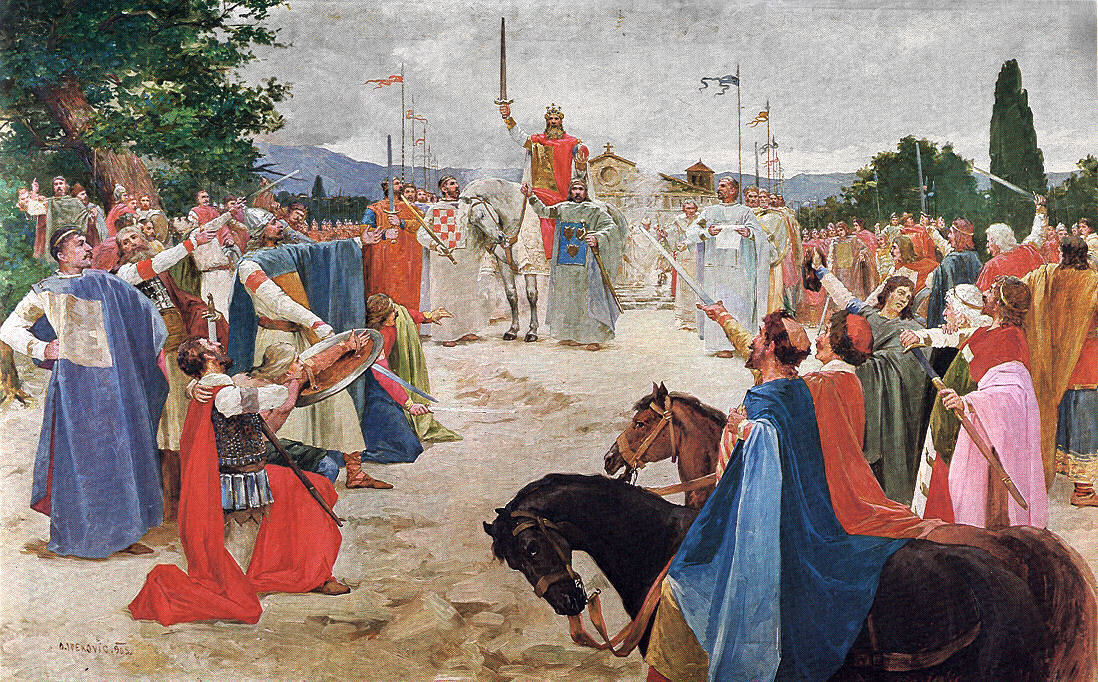
Kung Tomislav I:s kröning
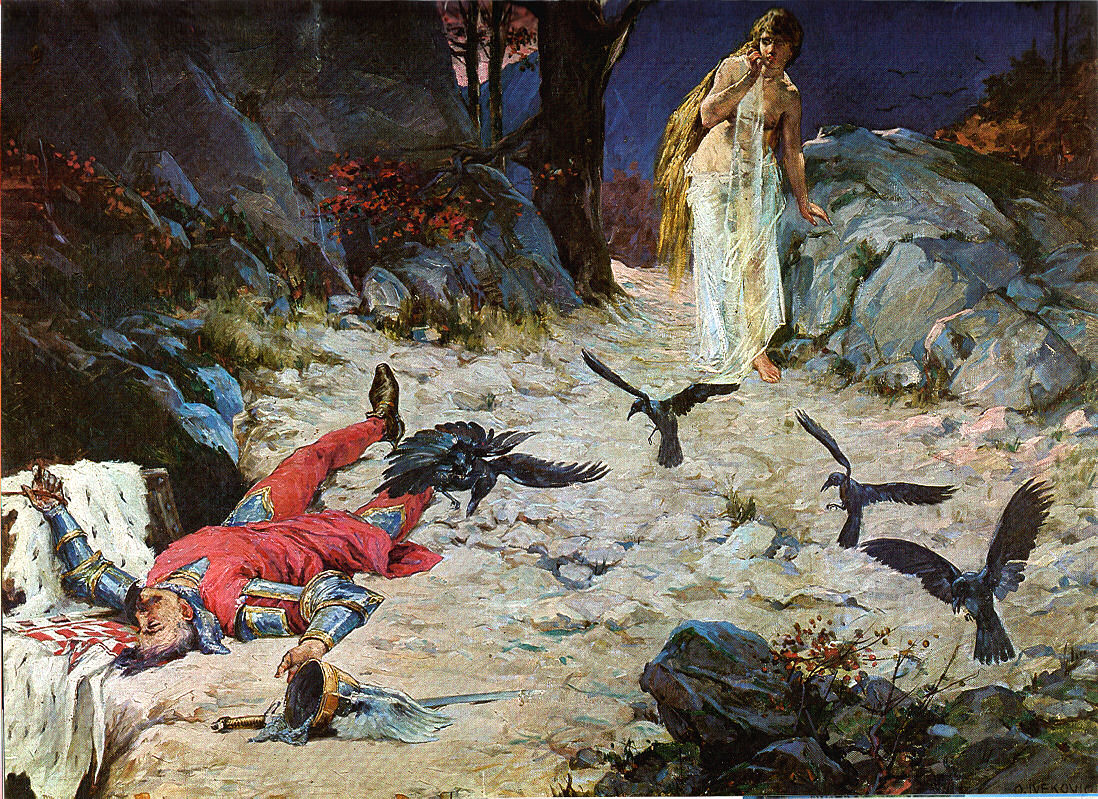
Kung Petar Svačićs död
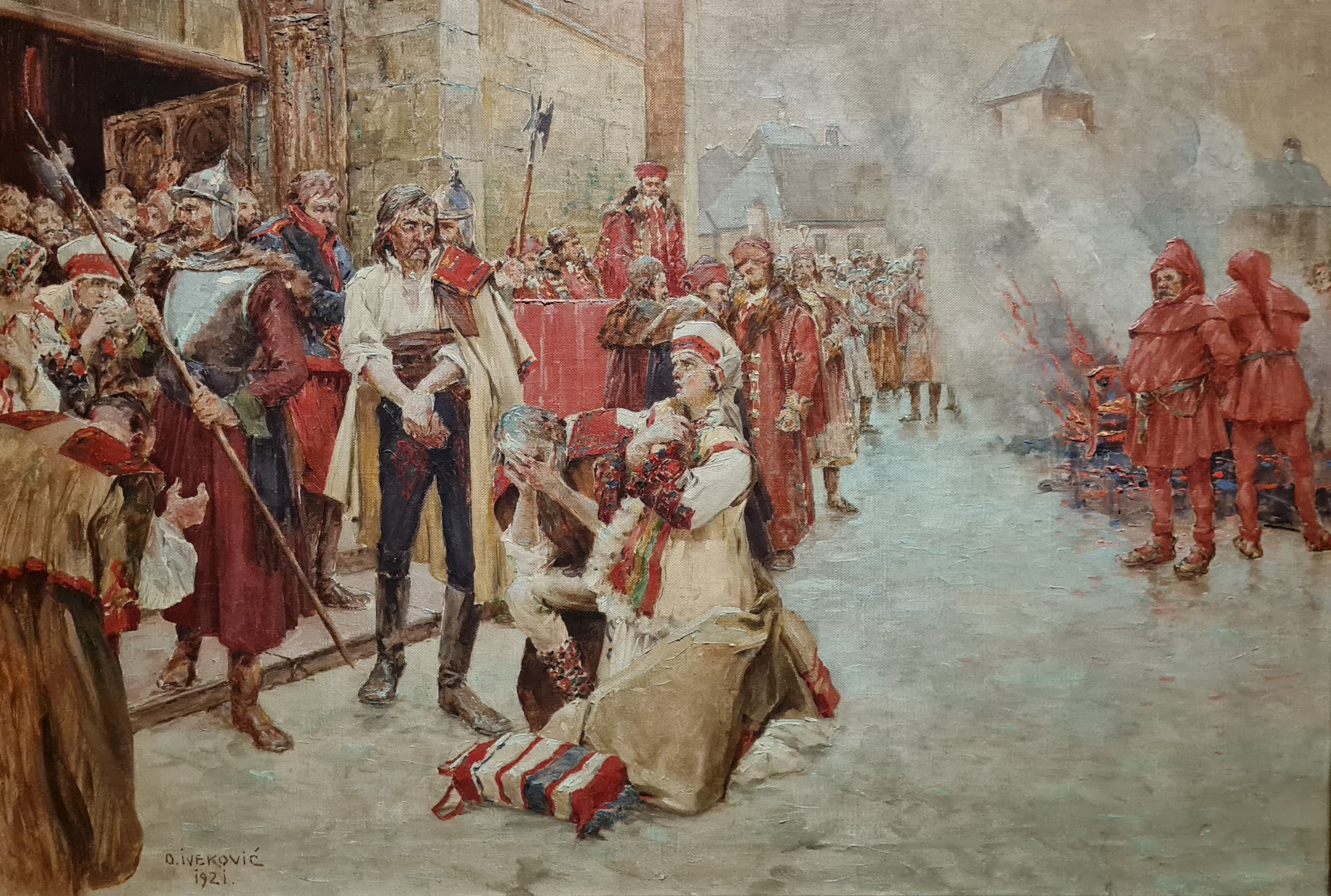
Avrättningen av Matija Gubec
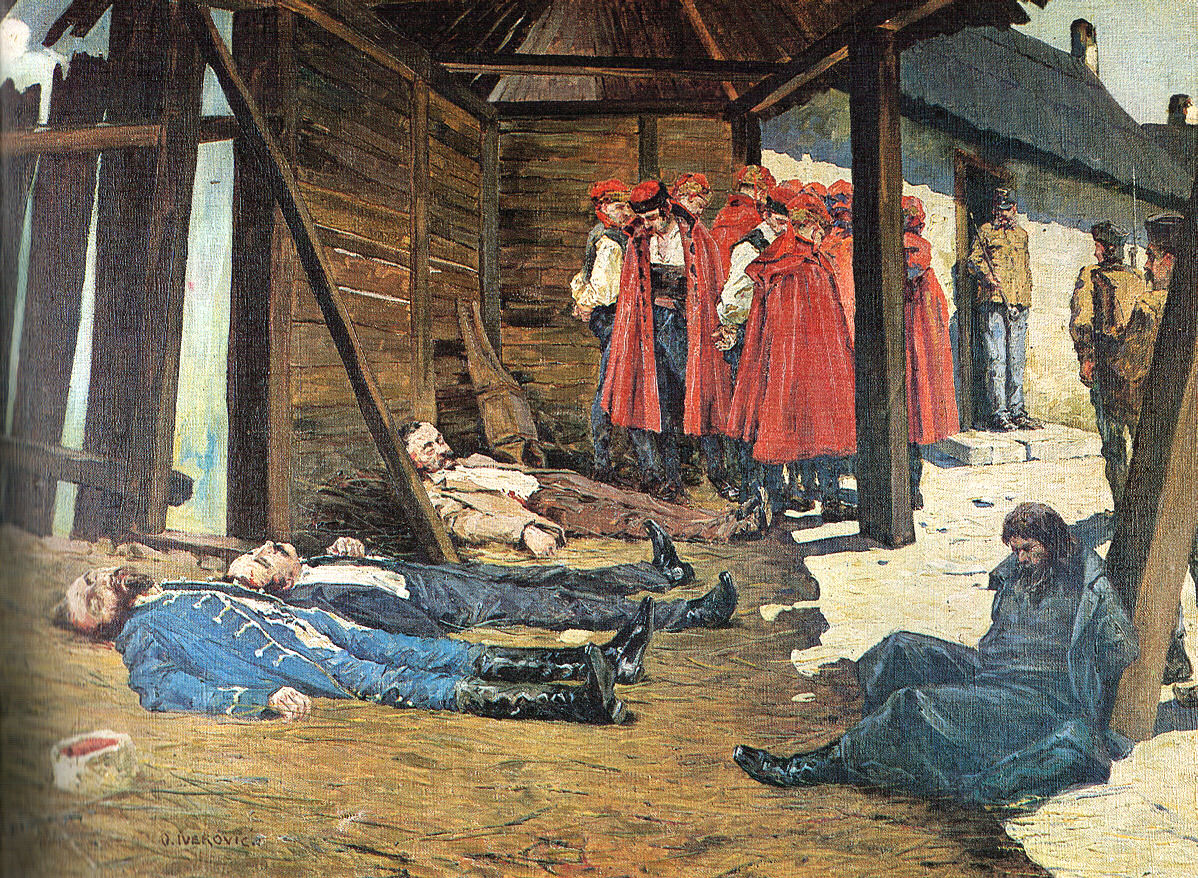
Massakern i Rakovica (Eugen Kvaterniks död)
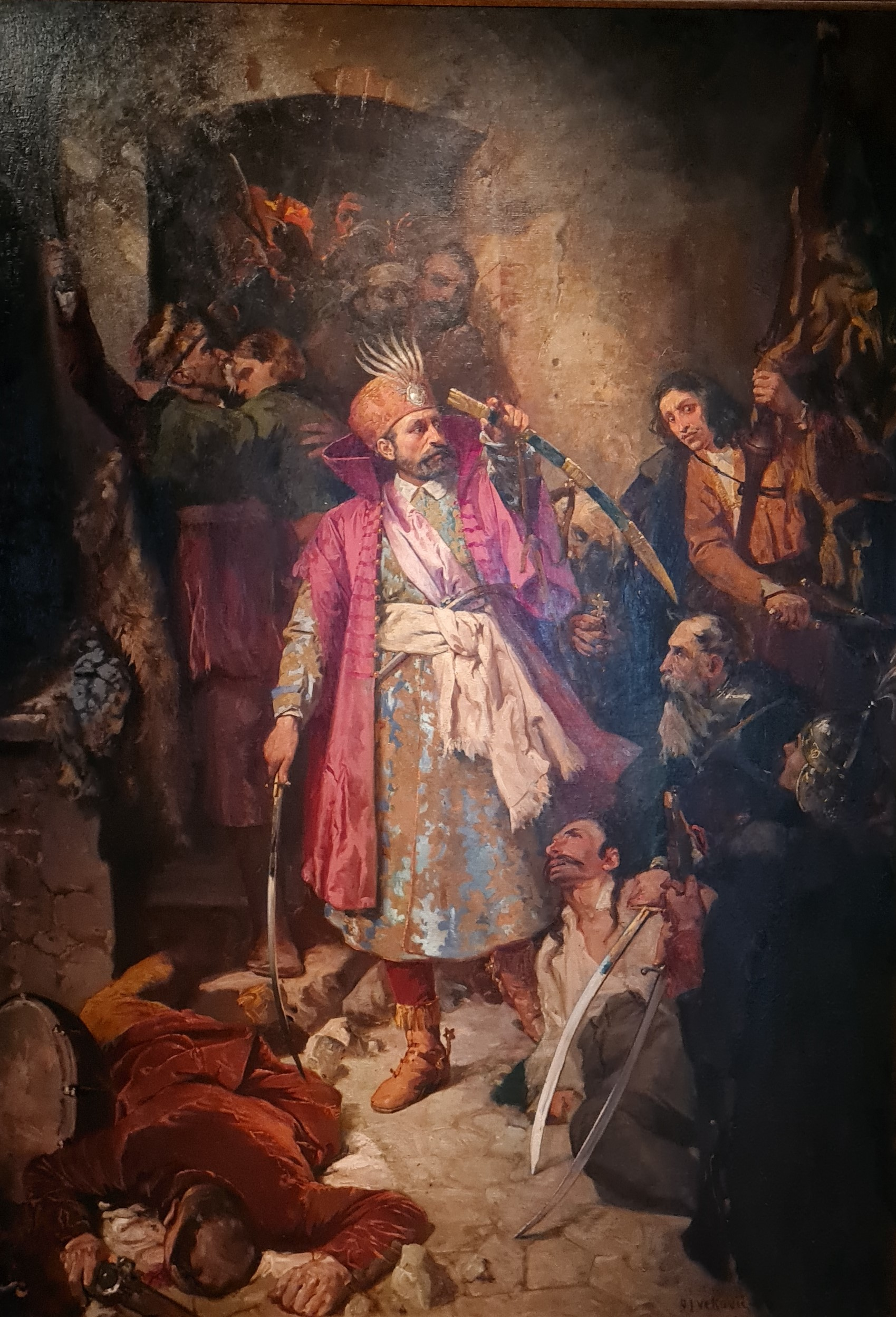
Nikola Šubić Zrinski